# Terremoto de México de 1902
El terremoto de México de 1902 fue un sismo de magnitud 7.8 en la escala de Richter registrado el 23 de septiembre de 1902 a las 14:18:00 (Hora Local), con epicentro 5 km al Suroeste de Teopisca en el estado de Chiapas, México, tuvo una profundidad de 25 km, el terremoto se originó en la brecha de Chiapas o también conocida como la Brecha de Tehuantepec, y fue el último terremoto con epicentro en la brecha de Tehuantepec.
Alcanzó una Intensidad Mercalli Modificada máxima de VIII el sismo también se sintió en Guatemala, El Salvador, Belice y Honduras.

## Daños reportados
Destruyó la localidad de Venustiano Carranza en Chiapas (antes llamada San Bartomole de los llanos). 
También se reportaron severos daños en las localidades en las localidades de San Cristóbal de la Casas, Chiapa de Corzo y Tuxtla Gutiérrez.
Se reportaron otros daños moderados a menores en Tabasco, Oaxaca, Veracruz y Puebla.
En la Ciudad de México se reportaron daños en las cañerías de agua.